# Fritz von Unruh

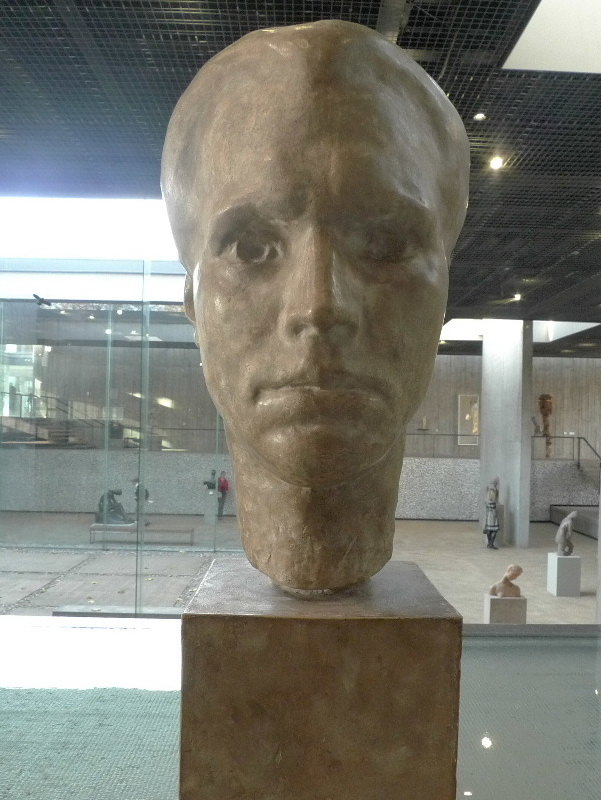
Wilhelm Lehmbruck: „Porträtkopf Fritz von Unruh“ (1918)

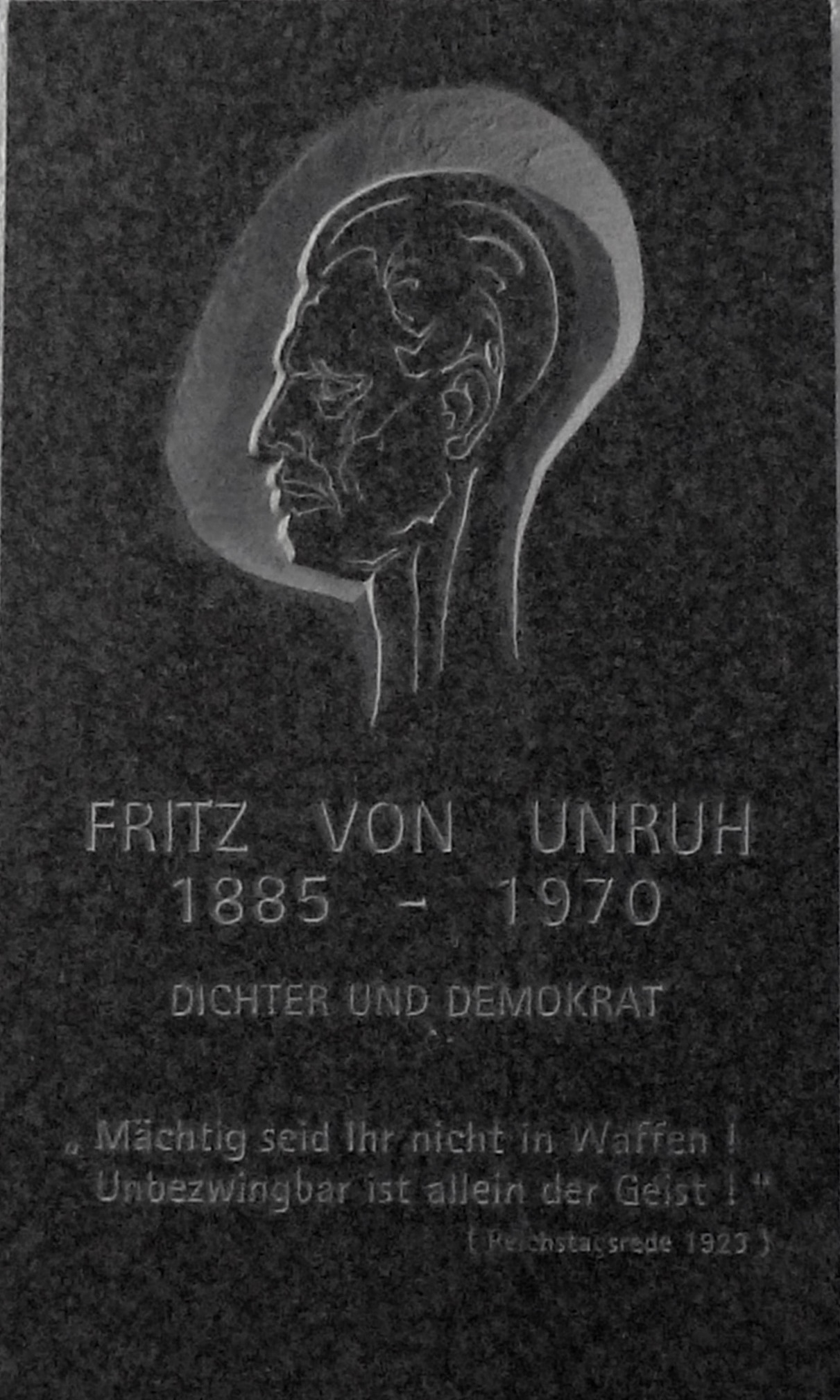
Fritz von Unruh; Gedenktafel in Diez/Lahn

Fritz von Unruh (* 10. Mai 1885 in Koblenz; † 28. November 1970 in Diez an der Lahn) war ein deutscher Schriftsteller, Maler, Redner und Dichter des literarischen Expressionismus.

## Leben
Von Unruh stammt aus altem preußischen Adel. Er war das zweite von neun Kindern des preußischen Generals Karl von Unruh (1843–1912) und der Mathilde geb. Klehe (1858–1943). Friedrich Franz von Unruh und Kurt von Unruh waren seine jüngeren Brüder. An der Preußischen Kadettenanstalt in Plön wurde Fritz von Unruh mit zwei Söhnen des Kaisers, Oskar und August Wilhelm, unterrichtet. Erste literarische Werke entstanden bereits in der Schulzeit. Nach dem Dienstantritt als Offizier beim Kaiserlichen Garderegiment in Berlin schrieb er sein zweites Stück Offiziere, das 1911 von Max Reinhardt am Deutschen Theater mit großem Erfolg aufgeführt wurde. Sein Regimentskommandeur hatte ihn zuvor zum Ausscheiden aus dem Offiziersberuf gezwungen. Die Aufführung des nächsten Stückes um Louis Ferdinand Prinz von Preußen wurde 1913 vom Kaiser sogar verboten. 1924 bis 1932 – dem Jahr seiner ersten Emigration – lebte Fritz von Unruh im historischen Rententurm am Frankfurter Mainufer, wo er offiziell Wohnrecht auf Lebenszeit hatte.

### Kriegserfahrungen
Als Freiwilliger zog von Unruh in den Ersten Weltkrieg. Hier sammelte er als Bataillonschef und Kompaniechef Fronterfahrung. Dazu beauftragt, schrieb von Unruh zunächst Propaganda-Literatur für die oberste Heeresleitung. Die Darstellungen waren jedoch zu realistisch, so dass sie nicht publiziert wurden. Aus dem Grauen des Krieges erwuchsen aber das dramatische Gedicht Vor der Entscheidung (1915) und die Prosaerzählung Opfergang (1916, veröffentlicht 1919). Der Kampf gegen Krieg und Gewalt wurde die unverwechselbare Grundlage seines künstlerischen Schaffens.
Von Unruh wurde 1916 schwer verwundet und wandelte sich in seiner Einstellung. „Was ich in harter Erziehung, in strengem Dienst in der Garde, im blutgetränkten Acker des Kriegs begriff vom Sinn des Genius – ich werde es sagen und verdichten. Dieses Recht zu Bekenntnis und Gestaltung erwarb ich mir an der Marne und vor Verdun.“ (Brief an Thomas Mann vom 31. Juli 1935)
Er wurde ein entschiedener Pazifist und republikanisch gesinnter Militärgegner und galt fortan in konservativen und deutschnationalen Kreisen als Nestbeschmutzer.

### Weimarer Zeit

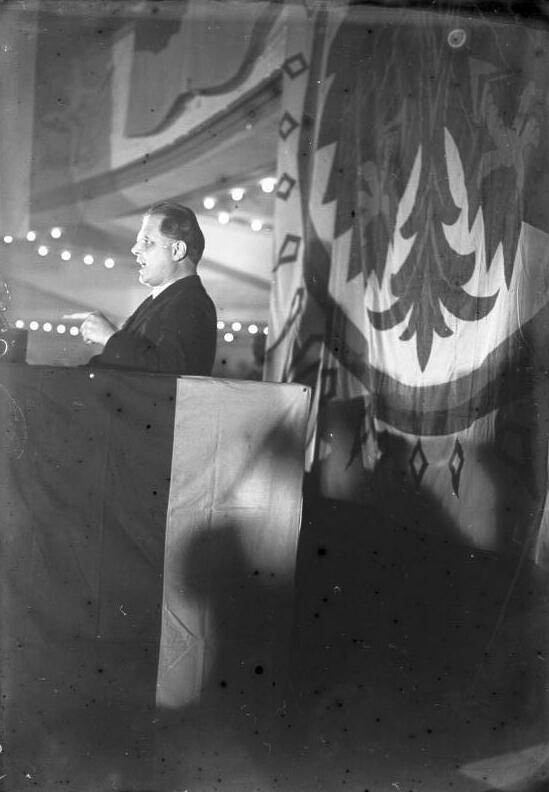
Fritz von Unruh redet 1932 auf einer Kundgebung der Eisernen Front

1919 befreundete er sich mit Alma Mahler-Werfel und dem expressionistischen Schriftsteller Franz Werfel. In der Weimarer Republik war er ein angesehener Schriftsteller. Max Reinhardt inszenierte seine Bühnenstücke, die auf zahlreichen Bühnen gespielt wurden. Die Mitgründung der Republikanischen Partei 1924 war nicht von Erfolg gekrönt. 1931 schloss sich von Unruh der Eisernen Front, einem Zusammenschluss gegen die Harzburger Front der nationalsozialistischen und deutsch-völkischen Kräfte, an. 1932 warnte er vor einem kommenden Vernichtungskrieg: „Bald werden auf dem Potsdamer Platz in Berlin die Schafe weiden.“ Dies erneuerte den Hass rechter Kreise und führte dazu, dass von Unruhs Stücke unter anderem in Frankfurt abgesetzt wurden.

### Verfolgung und Emigration
Von Unruh verließ Frankfurt a. M. 1932, da er sich nach dem Tumult um die Komödie Zero und einem Einbruch in seine Wohnung im Frankfurter Rententurm in Deutschland nicht mehr sicher fühlte. Obwohl er nach der nationalsozialistischen „Machtergreifung“ noch am 19. März 1933 eine Loyalitätserklärung der Preußischen Akademie der Künste unterzeichnet hatte, fielen seine Werke den Bücherverbrennungen zum Opfer und er wurde am 7. Mai 1933 von Gottfried Benn aus der Akademie ausgeschlossen. Von Unruh lebte zunächst in Italien und hielt sich ab 1935 in Südfrankreich auf. 1939 floh er über Spanien in die USA, wo er zeitweise in New York City wohnte. Im Jahre 1940 heiratete er die Schauspielerin Friederike Ergas, geborene Schaffer (1889–1971).

### Nachkriegszeit
Infolge einer von Walter Kolb geäußerten Bitte kehrte er im Jahre 1948 erstmals nach Deutschland zurück und hielt am 18. Mai in der Frankfurter Paulskirche seine große Rede An die Deutschen. Seine literarischen Werke waren nunmehr wenig erfolgreich. Der Besuch in der Zeit von 1952 bis 1955 entfremdete von Unruh seiner Heimat. Von Unruh beklagte die Restauration in Deutschland und fühlte sich verfolgt. Die Wiederbewaffnung 1954 nahm er zum Anlass, erneut in die USA zurückzukehren. Es folgten Aufenthalte in den USA, Frankreich und in Deutschland, bis er sich 1962 wieder dauerhaft in Deutschland niederließ, nachdem ein Hurrikan 1962 sein Haus zerstört und sein gesamtes Hab und Gut ins Wasser gespült hatte. Die Stadt Frankfurt bot ihm daraufhin erneut eine Wohnung an. Ein schriftstellerischer Erfolg stellte sich nicht mehr ein, bis er am 28. November 1970 in Diez auf dem Familiengut Oranien starb.

## Zitate
- „Unruh und die deutschen Expressionisten jener Zeit waren Friedensfreunde, waren humanitär und bei aller Heimatliebe weltbürgerlich gesinnt.“ Victor Klemperer
- „Fritz von Unruh is in truth an inspiring model for all mankind.“ Albert Einstein

## Werke (Auswahl)

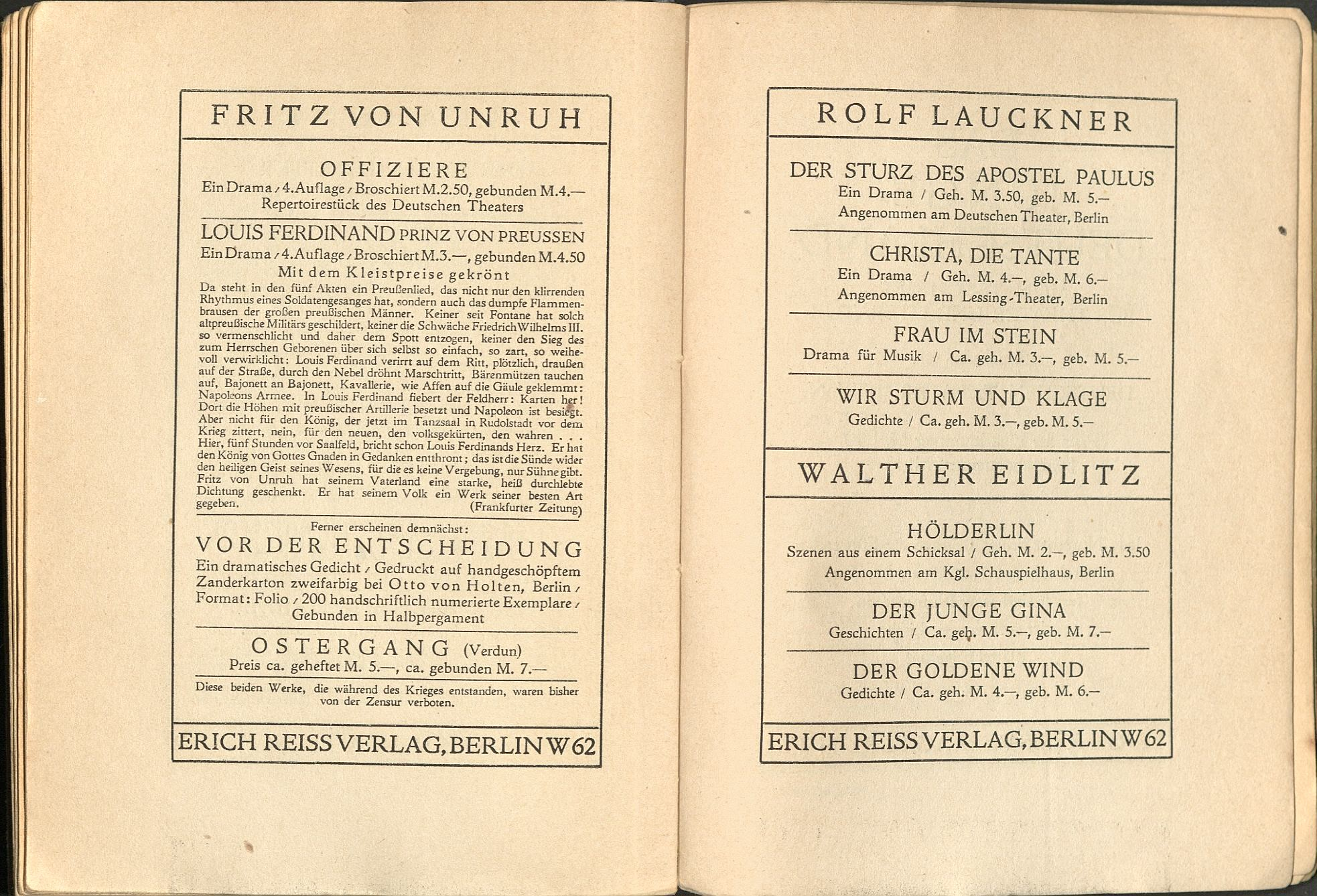
Anzeige bei Erich Reiss (1918)

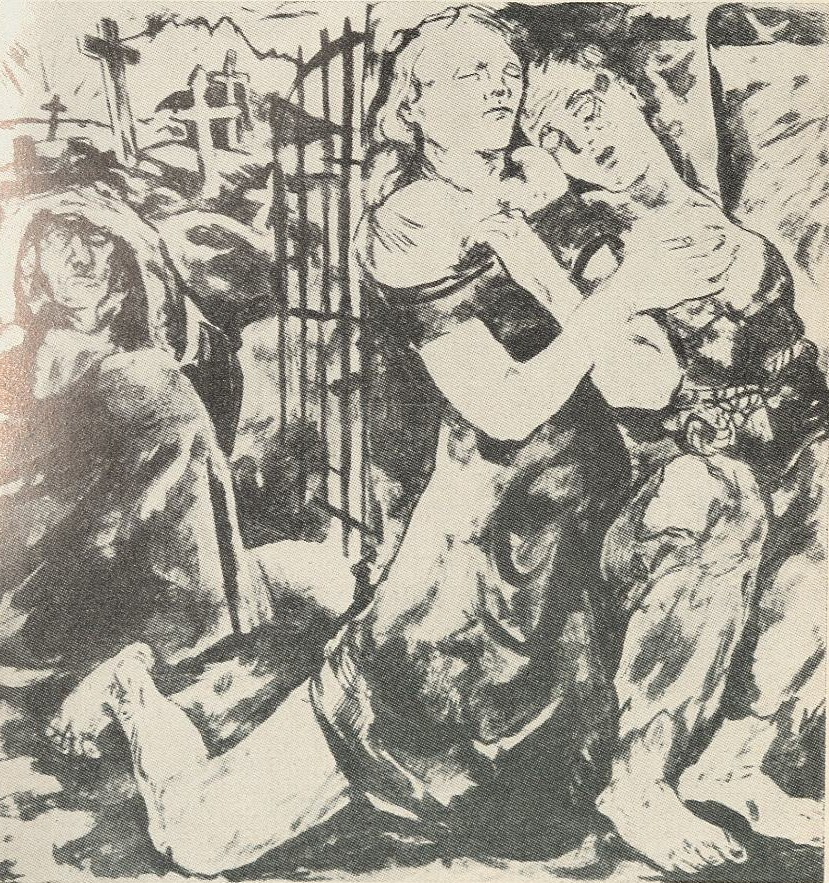
Willy Jaeckel Illustration zu Ein Geschlecht (1920)

### Dramen
- Jürgen Wullenweber. 1908.
- Offiziere. 1911.
- Louis Ferdinand Prinz von Preußen. 1913.
- Ein Geschlecht. Tragödie, 1917.
- Platz. 1920 (Fortsetzung von Ein Geschlecht)
- Stürme. Schauspiel, 1922.
- Rosengarten. 1923.
- Bonaparte. Schauspiel, 1927.
- Phaea. Komödie, 1930.
- Zero. Komödie, 1932.
- Gandha. 1935.
- Charlotte Corday. 1936.
- Miss Rollschuh. 1941.
- Der Befreiungsminister. 1948.
- Wilhelmus. 1953.
- Duell an der Havel. Schauspiel, 1954.
- Bismarck oder Warum steht der Soldat da? 1955.
- Odysseus auf Ogygia. Schauspiel, 1968.

### Romane
- Opfergang. 1918.
- Der nie verlor. 1948.
- Die Heilige. 1952.
- Fürchtet nichts. 1952.
- Der Sohn des Generals. 1957.
- Im Haus der Prinzen. 1967.

### Reden
- Vaterland und Freiheit. Eine Ansprache an die deutsche Jugend, 1923
- Politeia. hrsg. von Ernst Adolf Dreyer, 1933.
- Europa erwache! gehalten am Europa-Tag in Basel, 1936.
- Friede auf Erden! Peace o Earth! Frankfurt/M., 1948.
- Rede an die Deutschen. Geleitwort von Eugen Kogon, 1948.
- Seid wachsam. Goethe-Rede, Frankfurt/M., 1948.
- Universitätsrede. In: Was da ist. Kunst und Literatur in Frankfurt/M.,1952
- Schillerrede. hrsg. von der Fritz von Unruh-Gesellschaft, Gießen, 1955.
- Mächtig seid ihr nicht in Waffen. Begleitwort von Albert Einstein, 1957.
- Mahnruf zum Frieden. In: Konkret 7(1961), 1960.
- Wir wollen Frieden. Geleitwort von Hanns Martin Elster, 1961.
- Sport und Politik. Appell an die Jugend in aller Welt, 1961.
- Die Lebendigen rufe ich. mit Beitrag von Johannes Urzidil, 1962.
- Rede an die Frankfurter Jugend. hrsg. vom DGB, Kreisausschuss Frankfurt/M., 1964.

### Sonstiges
- Vor der Entscheidung. 1914.
- Flügel der Nike. Buch einer Reise. 1925.
- Meine Begegnungen mit Trotzki. 1963.
- Friede in USA? Ein Traum. 1967.

## Auszeichnungen und Ehrungen
- 1914 Kleist-Preis für Louis Ferdinand Prinz von Preußen
- 1923 Grillparzer-Preis
- 1947 Wilhelm-Raabe-Preis
- 1948 Goethepreis der Stadt Frankfurt am Main
- 1955 Großes Verdienstkreuz der Bundesrepublik Deutschland
- 1955 Goethe-Plakette des Landes Hessen
- 1955 Goetheplakette der Stadt Frankfurt am Main
- 1963 Kogge-Literaturpreis
- 1966 Carl-von-Ossietzky-Medaille
- Ehrenbürger der Stadt Diez/Lahn[5]
- Fritz-von-Unruh-Straße in Koblenz – Asterstein